# Flight 33 Productions
Flight 33 Productions è una compagnia statunitense che produce documentari, nata nel 2006. Ha prodotto numerosi programmi per History, Discovery, Nat Geo, 3net e Comcast. Tra i documentari di maggiore importanza: La storia dell'universo, A Distant Shore: African Americans of D-Day, Life After People. Ha inoltre prodotto la seconda stagione di Shootout! e nel 2007 Siberian Apocalypse. La società è guidata da Louis Tarantino e Douglas Cohen.

## Altri programmi
Altri programmi della Flight 33 Productions sono stati Prehistoric (2009), Patton 360 (2009), Seven Deadly Sins (2009), Biblical Mysteries Explained (2008), Battle 360 e più recentemente History of the World in 2 Hours, Navajo Cops e When Aliens Attack.
La Flight 33 Productions ha inoltre prodotto 25 documentari 3D e il primo documentario 3D televisivo di sempre, The Universe (La storia dell'universo), Le 7 meraviglie dello spazio.